# Anolis centralis
Anolis centralis е вид влечуго от семейство Dactyloidae. Видът не е застрашен от изчезване.

## Разпространение и местообитание
Разпространен е в Куба.
Обитава храсталаци и крайбрежия.